# Мескаль

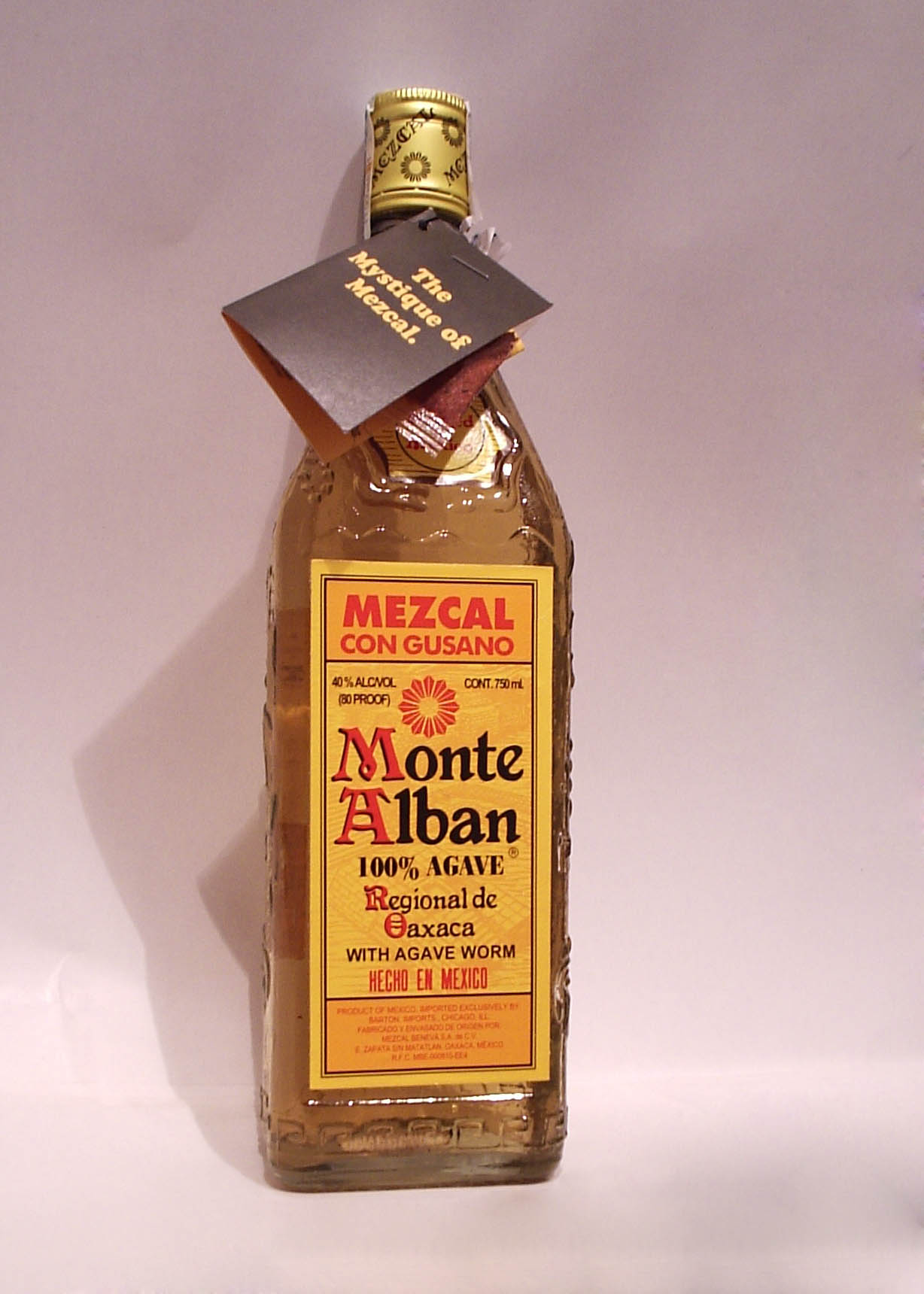
Пляшка мескаль «Монте Албан» з сіллю і гусеницею

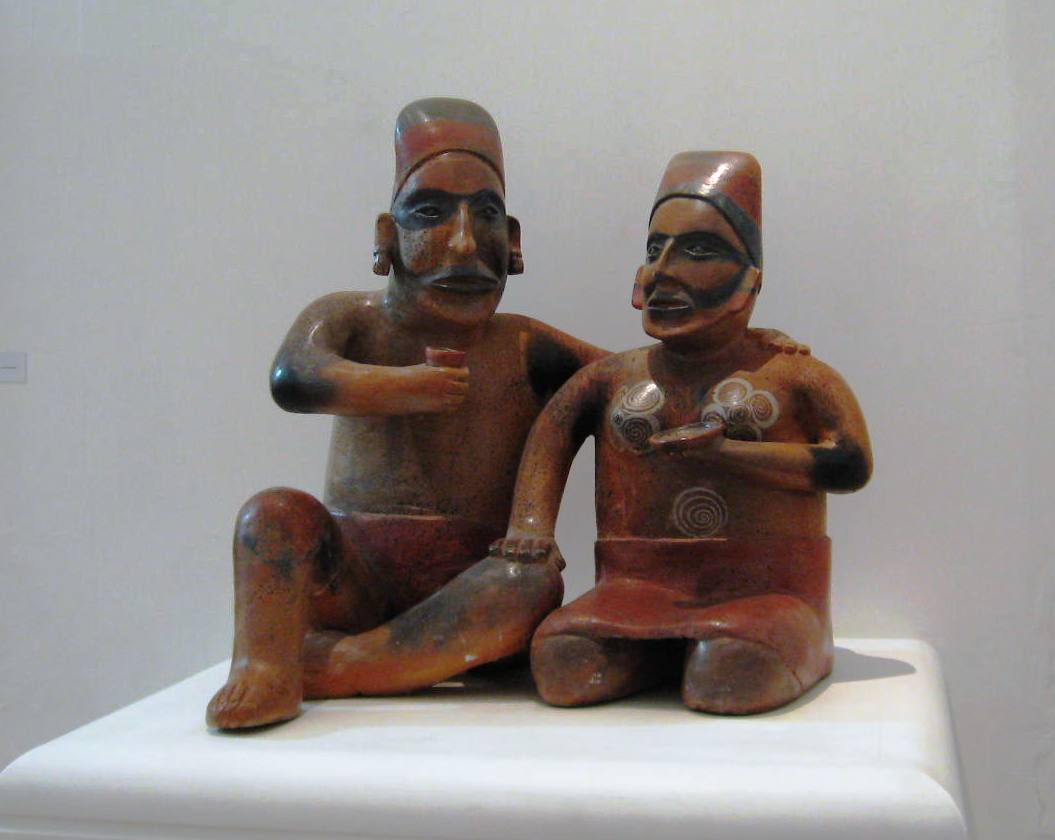
Мешканці Месоамерики, що розпивають мескаль. Стародавня статуетка з Національного музею текіли.

Меска́ль (ісп. mezcal) — традиційний для Мексики алкогольний напій зі збродженого соку  агави. Найпоширеніший різновид — текіла. Під назвою «мескаль» в наш час[коли?] випускаються всі дистильовані алкогольні напої на основі агави, за винятком текіли.

## Технологія виготовлення та сировина

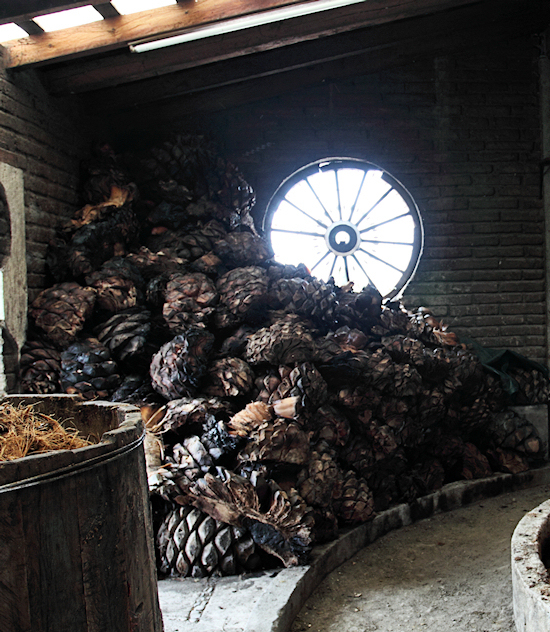
Запечена серцевина Agave potatorum, заготовлена для виробництва мескалю

Для виготовлення мескалю використовують такі види агави як Agava cupreata, Agava potatorum, Agava wislizeni.
Технологія виготовлення мескалю в основному така ж, як і у текіли: серцевину агави запікають у кам'яних ямах-печах конічної форми, покривають шарами пальмових волокон, землею і деревним вугіллям і витримують там протягом двох-трьох днів. Підготовлена таким чином агава насичується димним ароматом. Потім проводиться зброджування соку протягом 3 днів. На відміну від текіли, при зброджуванні соку агави цукор не додається.
Із середини XX століття мескаль виготовляється подвійною перегонкою. З тих пір стандартна міцність становить 38-43% об. До цього періоду використовувалася одинарна перегонка, що давало міцність близько 25% об.
Мескаль має в порівнянні з текілою сильніший смак і аромат. Існує безліч видів мескалю, що значно відрізняються один від одного за смаковими властивостями.

## Упаковка
Із середини XX століття фірми-виробники мескалю стали всіляко прикрашати упаковку для залучення уваги до своєї продукції. Класичний мескаль розливається в злегка оквадрачені пляшки. Багато марок мескалю йдуть у комплекті з мішечком, що містить суміш солі з висушеними й розтертими гусеницями Bombix agavis, що живуть у пагонах агави. Ця сіль використовується для пиття мескалю.
У пляшку іноді поміщається тушка гусениці Hypopta agavis, що є виключно рекламним трюком. Гусениця має за життя червоний колір, але в мескалі швидко знебарвлюється. За правилами[якими?], при вживанні гусениця повинна бути поділена між всіма.